# 60e parallèle nord
Pour les articles homonymes, voir 60e parallèle.

Extrait d'une carte représentant le parallèle 60° Nord

En géographie, le 60e parallèle nord est le parallèle joignant les points de la surface de la Terre dont la latitude est égale à 60° nord.

## Géographie

### Dimensions
Dans le système géodésique WGS 84, au niveau de 60° de latitude nord, un degré de longitude équivaut à 55,8 km ; la longueur totale du parallèle est donc de 20 088 km, soit environ la moitié de celle de l'équateur. Il en est distant de 6 654 km et du pôle Nord de 3 348 km,.

### Régions traversées
Le 60e parallèle nord passe à travers l'Amérique du Nord, l'Europe et l'Asie. En Europe, il passe en dessous des îles Féroé, des Shetland (Écosse) puis poursuit son chemin à travers la mer du Nord avant d'atteindre le continent au niveau de la Norvège, légèrement au sud de Bergen. Il continue vers l'est en passant très près d'Oslo, traverse la Suède, le sud du golfe de Botnie, l'extrême sud de la Finlande et le golfe de Finlande avant d'entrer en Russie quasiment au niveau de Saint-Pétersbourg. En Asie, le parallèle est intégralement contenu dans la Russie, qu'il quitte au niveau de la mer de Béring.
En Amérique du Nord, le parallèle entre aux États-Unis par l'Alaska, d'abord par l'île Nunivak, puis abordant le continent au niveau de Kipnuk. Il traverse le golfe de Cook, la péninsule de Kenai, le nord du golfe d'Alaska et le nord de la queue de poêle alaskane. Le parallèle traverse ensuite l'ouest du Canada. Il survole la baie d'Hudson, le nord du Québec, la baie d'Ungava, la pointe nord de Terre-Neuve-et-Labrador. Il traverse ensuite l'océan Atlantique et passe au-dessus de l'extrême sud du Groenland.

## Frontière
Le 60e parallèle nord est le parallèle qui délimite au Canada la limite nord des provinces de l'Alberta, de la Colombie-Britannique, du Manitoba et de la Saskatchewan, ainsi que les limites sud des Territoires du Nord-Ouest, du Nunavut à l'ouest de la baie d'Hudson et du Yukon sur la majeure partie de son territoire.
Dans la baie d'Ungava, les îles situées plus au nord que le 60e parallèle appartiennent au Nunavut, tandis que les autres (à l'exception de l'île Akpatok) appartiennent au Québec.